# À ma sœur !
Pour plus de détails, voir Fiche technique et Distribution.
À ma sœur ! est un film franco-italien réalisé par Catherine Breillat, sorti en 2001.

## Synopsis
Anaïs a 13 ans. Elle passe ses vacances à La Palmyre, en Charente-Maritime, avec ses parents et sa sœur Elena, de deux ans son aînée. Quand Elena fait la connaissance de Fernando, un jeune homme italien, elle tombe immédiatement amoureuse de lui et elle a avec lui ses premières expériences sexuelles. Anaïs, qui dort dans la même chambre, est amenée, malgré elle, à en être le témoin.
Les parents ne montrent guère de compréhension à l'égard de leurs filles. Dans la famille, l’atmosphère est très tendue. Les parents ne connaissent guère leurs filles et n'y portent pas beaucoup d'attention. À cause de son travail, le père est obligé de raccourcir ses vacances et de rentrer en ville. Il se plaint qu'Anaïs pleure pendant les vacances, alors que c'est lui qui est sous pression.
Quand la mère découvre « la faute » commise par Elena, elle raccourcit également ses vacances et part avec ses filles, alertant son aînée que son père va la faire examiner par un gynécologue. Comme la route est longue et que la mère ressent la fatigue, cette dernière décide de s'arrêter sur le parking d'une aire d'autoroute afin d'y passer la nuit. La mère et Elena sont tuées par un inconnu, qui viole ensuite Anaïs. Celle-ci ne veut à aucun prix accorder à un homme la « conquête » de sa virginité et nie devant la police qu’elle a été violée.

## Fiche technique
- Titre original : À ma sœur
- Titre italien : A mia sorella
- Réalisation : Catherine Breillat
- Scénario : Catherine Breillat
- Musique : Fabrice Nguyen Thai et Jean-Paul Jamot
- Décors : François-Renaud Labarthe, Yann Richard, Cécilia Blom
- Costumes : Catherine Meillan
- Photographie : Yórgos Arvanítis
- Son : Jean Minondo
- Montage : Pascale Chavance, Gwénola Héaulme, Frédéric Barbe
- Production : Edwige Fenech, Jean-François Lepetit
- Sociétés de production :
  -  Flach Film, Arte France Cinéma, CB Films
  -  Urania Film
- Société de distribution : Rezo Films
- Pays de production :  France,  Italie
- Langues originales : français, italien et anglais
- Format : couleur — 35 mm — 1,85:1 — son Dolby numérique
- Genre : drame
- Durée : 93 minutes
- Interdit aux moins de 12 ans à sa sortie en salles en France
- Dates de sortie : 
  - France : 7 mars 2001
  - Italie : 15 juin 2001

## Distribution
- Anaïs Reboux : Anaïs
- Roxane Mesquida : Elena
- Libero De Rienzo : Fernando
- Arsinée Khanjian : la mère
- Romain Goupil : le père
- Laura Betti : la mère de Fernando
- Albert Goldberg : le tueur
- Odette Barrière : une amie de la résidence
- Anne Matthijsse : une amie de la résidence
- Pierre Renverseau : un ami de la résidence
- Jean-Marc Boulanger : un ami de la résidence
- Frédérick Bodin : le serveur
- Michel Guillemin : le gardien de la résidence
- Josette Cathalan : la vendeuse
- Claude Sese : l'officier de gendarmerie
- Marc Samuel : l'inspecteur

## Sortie
- Le film a été interdit en Ontario par le Ontario Film Review Board à l'automne 2001 parce qu'il a protesté contre la représentation de la sexualité des adolescents du film. Cette interdiction a été finalement annulée et le film a été projeté dans plusieurs salles en 2003.

### Accueil critique
« Au lieu de tenir sur une seule note vériste, il mêle diverses approches paradoxales, qui se contredisent autant qu’elles se complètent, pour donner au film sa forme déroutante, bien camouflée sous la crudité frontale du propos. Au lieu de le rendre hétéroclite, cette série de perturbations et de mélanges confère au film son inquiétante familiarité, avant de lui permettre de déraper vers le conte cruel. »

— Frédéric Bonnaud, Les Inrockuptibles, 7 mars 2001

« Elena, la belle, celle qui a tout pour elle, se fait avoir, et sa cadette, la grosse, l'introvertie, le voit. Peut-être les relations entre les sœurs en seront-elles affectées pour toujours. Peut-être le dépucelage d'Elena aura-t-il surtout révélé Anaïs... Mais patience. Pour rendre plus nettes les trajectoires relatives des deux filles, Breillat n'hésite pas à charger la barque de personnages dits secondaires. Ce qu'elle perd en nuances, elle le gagne en humour incendiaire.[...]  À ce degré d'antipathie tous azimuts, le film tient vraiment du jeu de massacre. L'épilogue, très spectaculaire et très surprenant, rendra explicite cette vérité latente. Le conformisme familial, sexuel, sentimental  est mortel, pour Catherine Breillat. Littéralement. »

— Louis Guichard, Télérama, 7 mars 2001

« C'est quoi ce truc ? Un conglomérat informe de propositions de cinéma, au moins dix films virtuels, effleurés, jamais traités, ou si peu, si mal. À tout prendre, c'est l'épisode de l'autoroute le meilleur. Un thriller conceptuel à lui tout seul. S'agit-il d'un film né de lui-même ? Auto-engendré ? On y pense parfois tant l'impression d'arbitraire total domine. Cela pourrait être génial. C'est juste un peu déconcertant, et le plus souvent plombant, tant la mise en scène de Breillat est inexpressive. »

— Jacques Morice, Télérama, 7 mars 2001

## Distinctions

### Récompenses
- Berlinale 2001 : Manfred Salzgeber Award
- Festival de Cannes 2001 : France Culture Award
- Festival international du film de Chicago 2001 : meilleur film
- Festival international du film de Rotterdam 2002 : MovieZone Award

### Nominations et sélection
- Berlinale 2001 : sélection officielle, en compétition pour l'Ours d'or
- Online Film Critics Society Awards 2002 : meilleur film étranger